# Nina Pekerman
Nina Pekerman (* 28. September 1977 in Chișinău) ist eine israelische Triathletin.

## Werdegang
Nina Pekerman wurde in der Moldauischen SSR geboren und kam 1994 mit 17 Jahren nach Israel.
2002 startete sie bei ihrem ersten Triathlon.
Im Juli 2005 gewann sie bei der Makkabiade im Triathlon.
Sie ist israelische Triathlon-Landesmeisterin der Jahre 2004 bis 2007 und 2009.
Pekerman war für einige Jahre im Radsport aktiv und sie wurde 2008 hinter Leah Goldstein nationale Vize-Meisterin im Straßen-Radsport.

### Triathlon-Langdistanz seit 2009
2009 startete sie mit Training auf der Triathlon-Langdistanz und 2010 ging sie erstmals auf der Ironman-Distanz an den Start.

Seit 2012 ist Nina Pekerman als einzige Profi-Triathletin in Israel aktiv.
Bei den RFA Games wurde sie im Mai 2018 bei der Fitness-Meisterschaft in Tel Aviv Zweite in ihrer Altersklasse.
Sie lebt heute in Kfar Saba.

## Sportliche Erfolge
| Datum/Jahr    | Rang | Wettbewerb                           | Austragungsort    | Zeit     | Bemerkung                                                                                           |
| ------------- | ---- | ------------------------------------ | ----------------- | -------- | --------------------------------------------------------------------------------------------------- |
| 29. März 2015 | 16   | Ironman South Africa                 | Port Elizabeth    | 10:39:12 | |
| 30. Jan. 2015 | 2    | Israman                              | Eilat             | 05:18:58 | Zweite auf der halben Ironman-Distanz – hinter der Italienerin Martina Dogana                       |
| 5. Okt. 2014  | 12   | Ironman Barcelona                    | Barcelona         | 09:29:09 | bei der Erstaustragung, persönliche Ironman-Bestzeit                                                |
| 17. Jan. 2014 | 1    | Israman                              | Eilat             | 11:17:42 | Siegerin auf der Ironman-Distanz                                                                    |
| 18. Aug. 2013 | 14   | Ironman Mont-Tremblant               | Mont-Tremblant    | 10:19:24 | |
| Juli 2013     | 22   | Ironman Germany                      | Frankfurt am Main | 10:12:56 | Ironman-Europameisterschaft                                                                         |
| 26. Mai 2013  | 20   | Ironman 70.3 Austria                 | St. Pölten        | 04:57    | Das Rennen musste witterungsbedingt auf verkürztem Kurs ohne die Schwimmdistanz ausgetragen werden. |
| 14. Apr. 2013 | 10   | Ironman South Africa                 | Port Elizabeth    | 10:34:25 | |
| 25. Jan. 2013 | 1    | Israman                              | Eilat             | 05:43:44 | Siegerin auf der halben Ironman-Distanz – 31 Minuten hinter dem Sieger der Männer                   |
| Juli 2012     | 10   | Ironman Germany                      | Frankfurt am Main | 09:55:38 | |
| Jan. 2012     | 1    | Israman                              | Eilat             | 05:28:22 | Siegerin auf der halben Ironman-Distanz                                                             |
| Okt. 2011     | 20   | Ironman Hawaii                       | Hawaii            | 09:45:35 | Weltmeisterin der Altersklasse W30-34                                                               |
| Jan. 2011     | 1    | Israman                              | Eilat             | 05:18:43 | Siegerin auf der halben Ironman-Distanz                                                             |
| 24. Juli 2011 | 12   | Ironman Germany                      | Frankfurt am Main | 10:03:50 | Ironman-Europameisterschaft                                                                         |
| 9. Okt. 2010  | 26   | Ironman Hawaii                       | Hawaii            | 09:55:19 | Weltmeisterin der Altersklasse W30-34                                                               |
| 4. Juli 2010  | 10   | Ironman Germany                      | Frankfurt am Main | 09:47:25 | Zweite in der Altersklasse W30-34                                                                   |
| Jan. 2010     | 1    | Israman                              | Eilat             | 10:35:56 | Siegerin auf der Ironman-Distanz; Pekerman erreichte das Ziel als Fünfte aller Starter              |
| Jan. 2009     | 1    | Israman                              | Eilat             | 05:24:27 | Siegerin auf der halben Ironman-Distanz                                                             |
| 2009          | 1    | ISR Triathlon National Championships | Eilat             |          | |
| 2007          | 1    | ISR Triathlon National Championships | Eilat             |          | |
| 2006          | 1    | ISR Triathlon National Championships | Eilat             |          | |
| Juli 2005     | 1    | Maccabiah Games Triathlon            | Tel Aviv          |          | |
| 2005          | 1    | ISR Triathlon National Championships | Eilat             |          | |
| 2004          | 1    | ISR Triathlon National Championships | Eilat             |          | |

| Datum/Jahr | Rang | Wettbewerb | Austragungsort | Zeit | Bemerkung                                     |
| ---------- | ---- | ---------- | -------------- | ---- | --------------------------------------------- |
| Mai 2018   | 2    | RFA Games  | Tel Aviv       |      | Fitness-Meisterschaft in der Klasse Women 40+ |

(DNF – Did Not Finish)